# Mimorista botydalis
Mimorista botydalis är en fjärilsart som beskrevs av Achille Guenée 1854. Mimorista botydalis ingår i släktet Mimorista och familjen Crambidae. Inga underarter finns listade i Catalogue of Life.